# Deutsches Pädagogisches Zentralinstitut
Das Deutsche Pädagogische Zentralinstitut (DPZI) war die zentrale außeruniversitäre Forschungseinrichtung auf dem Gebiet der Erziehung und Schule in der DDR von 1949 bis 1970.
Das DPZI war unmittelbar an das Ministerium für Volksbildung (MfV) angeschlossen. Seine Funktionen lag vor allem in der Lehrplanentwicklung, der Ausbildung des wissenschaftlichen Nachwuchses, der Ausarbeitung didaktisch-theoretischer Materialien, der Leitung und Durchführung empirischer Untersuchungen, in erziehungshistorischen und psychologischen Forschungen sowie in der Lehrerbildung bis hin zu theoretischen Zuarbeiten im Zusammenhang mit der Vorbereitung von Gesetzesvorlagen im Bildungsbereich.

## Geschichte

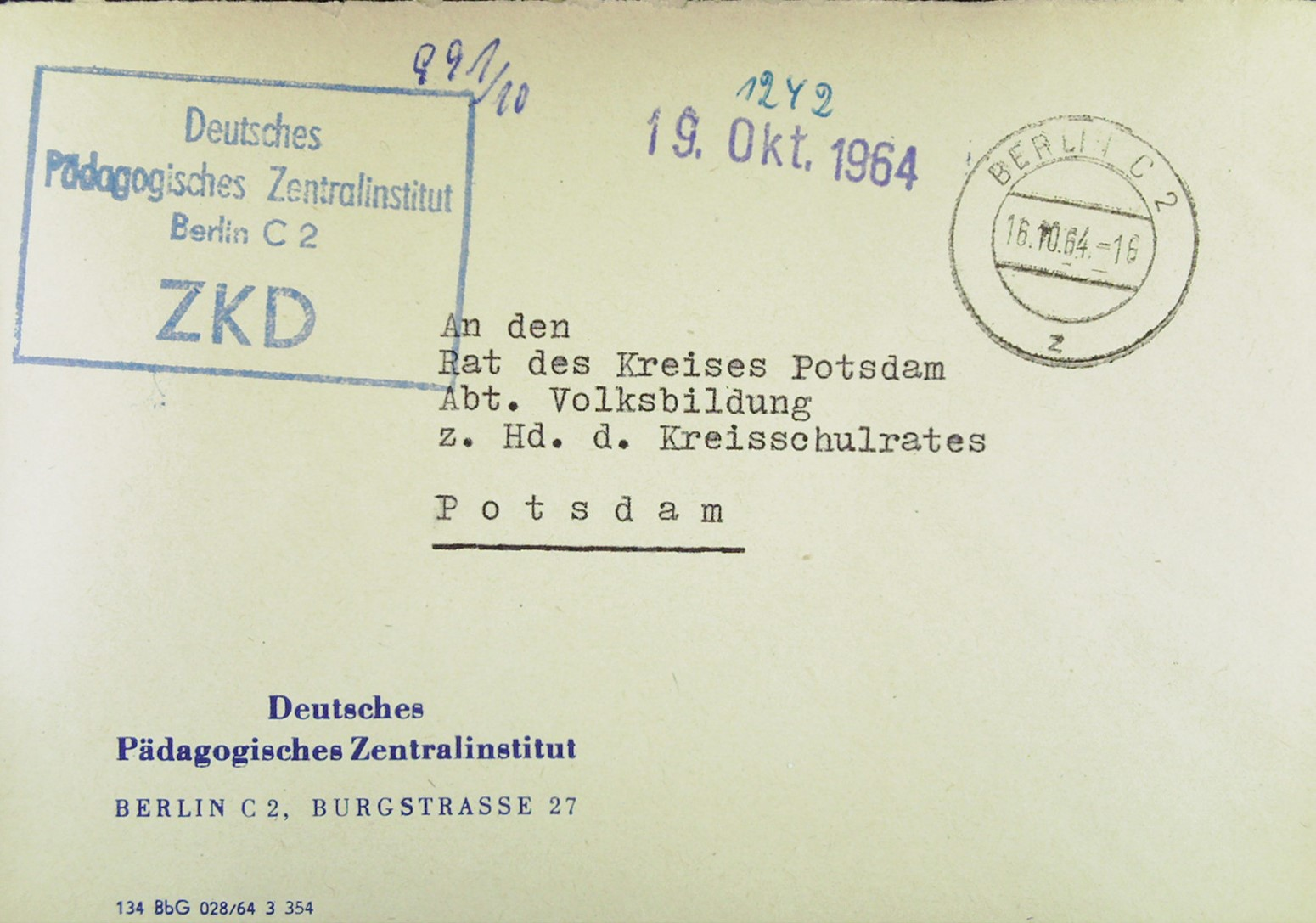
Brief des DPZI per Zentralem Kurierdienst (ZKD) an den Rat des Kreises Potsdam.

Ein Vorläufer war das 1915 gegründete Zentralinstitut für Erziehung und Unterricht. Karl Sothmann (1895–1993) entwickelte ab 1946 das Konzept einer Neueröffnung für die SBZ, der spätere erste Volksbildungsminister Paul Wandel dachte noch 1947 an eine Ansiedlung bei der Akademie der Wissenschaften. Doch sollte das Institut weniger wissenschaftlich, sondern politisch wirksam werden, so dass 1949 die Schwerpunkte der Neulehrerausbildung sowie Dozentenbildung im Vordergrund waren. (Abteilung Ausbildung) Dazu trat der Anspruch einer neuen Forschung, die aus der „demokratischen Schule“ und Pädagogik eine für die sozialistische Gesellschaft nützliche Kraft machen sollte. (Abteilungen Theorie und Methodik) Der kurzfristige Gründungsrektor und eigentliche Planer Hans Siebert ging noch 1950 ins Ministerium. Direktorin bis zur Berufung als Staatssekretärin wurde Else Zaisser, Abteilungsleiter und ab 1951 Direktor wurde Werner Dorst, Werner Uhlmann leitete ab 1952 die Theorie, Sothmann leitete bis 1952 die Abteilung Methodik, worauf ihm Emil Hruschka folgte. 1952 wurde eine vierte Abteilung Fernstudium eingerichtet. Außer der Zentrale hatte das Institut sechs Zweigstellen in den Ländern und Ost-Berlin. Insgesamt wechselten zu Beginn oft die Struktur, Aufgaben und Personen, auch weil die politischen Vorgaben in der Praxis kaum umgesetzt werden konnten. Die mit dem Aufstand vom 17. Juni 1953 geschaffenen Unsicherheiten über den künftigen politischen Kurs behinderten eine Klärung. So schwankte man zwischen einer Übernahme der Sowjetpädagogik und der Orientierung an deutschen Bildungstraditionen. Die Leitung folgte den diversen Richtungswechseln zwischen 1953 und 1958, bis sich Ulbricht mit einer Kritik am antimarxistischen Revisionismus durchsetzte, Minister Fritz Lange und Staatssekretär Hans-Joachim Laabs verloren ihre Ämter Ende 1958, letzterem folgte Margot Honecker, die das DPZI fortan kontrollierte. Bereits vorher erfolgte eine Säuberung des Instituts, allen voran verlor Direktor Dorst sein Amt im Juli 1958.
Mit der Bildungsreform von 1959 war ein neues Schlüsselthema durch das MfV gesetzt, neuer Leiter bis 1961 wurde Hans Kaiser. Nach dessen Berufung zum Staatssekretär folgte im Mai 1961 Gerhart Neuner, der sich bis 1970 bzw. 1989 hielt. Mit der Mauerbau 1961 waren die Fächer darauf umzustellen, die neue Situation zu rechtfertigen, besonders die Staatsbürgerkunde. Ferner war die Polytechnische Bildung zu entwickeln, was Heinz Frankiewicz übertragen wurde. 1965 trat das 2. Gesetz über das einheitliche sozialistische Bildungssystem in Kraft, für das viele Vor- und Nacharbeiten zu liefern waren. Von den wirtschaftlichen Reformbestrebungen  der 1960er Jahre ausgehend, beschloss das MfV aus Kostengründen die Zusammenlegung dreier nachgeordneter Institute: DPZI,  Deutsches Zentralinstitut für Lehrmittel (DZL) und Deutsches Institut für Berufsbildung (DIfB). Ende der 1960er Jahre und bei der Gründung der APW fungierte das DPZI formal als leitendes pädagogisches Forschungsinstitut der DDR, blieb aber prinzipiell  eine nachgeordnete Verwaltungsinstitution. Da der Einfluss auf die pädagogische Wissenschaft und Forschung auf ein Minimum zurechtgestutzt worden war, blieb sein Status als selbstständiges, selbstbestimmtes Forschungsinstitut mehr als schwach.
Im Jahre 1970 wurde das Institut aufgelöst und in die Akademie der Pädagogischen Wissenschaften der DDR (APW) umgewandelt, deren Leiter Gerhart Neuner blieb. Das DPZI hatte seit 1963 das Promotionsrecht, unabhängig von den Universitäten.